# René Redzepi
René Redzepi (Copenaghen, 15 dicembre 1977) è un cuoco danese con ascendenze albanesi (padre albanese della Macedonia e madre danese).
È chef e co-proprietario del ristorante Noma, nel distretto Christianshavn di Copenaghen, premiato con 3  stelle Michelin ed eletto per ben quattro volte miglior ristorante del mondo secondo la classifica annuale The World's 50 Best Restaurants
.
Redzepi è noto in particolare per la sua ridefinizione di "nuova cucina nordica", incentrata su prodotti del territorio nordeuropeo e su una grande ed accurata pulizia di sapori e piatti. 

## Vita privata
Redzepi è sposato con la chef Nadine Levy Redzepi, cresciuta in Portogallo e Danimarca. Hanno tre figlie.